# Aeroporto Coronel Felipe Varela
O Aeroporto Coronel Felipe Varela (IATA: CTC, ICAO: SANC) serve a cidade de  Catamarca, província de Catamarca,      Argentina.
Sua construção começou em 1972 com a inauguração da pista e das instalações provisórias  em janeiro de 1973 com o pouso de um  Boeing 737 da Aerolíneas Argentinas. O terminal definitivo teve sua construção iniciada em 9 de junho de 1981 e finalizada em 23 de abril de 1987.
O aeroporto possui um terminal de passageiros com  3,172 m², 84,000 m² de pistas, um hangar com 1,700 m² e um estacionamento para 35 carros.
Desde março de 1999 é operado pela  Aeropuertos Argentina 2000.

## Terminal
| Companhias            | Destinos     |
| --------------------- | ------------ |
| Aerolíneas Argentinas | Buenos Aires |